# Max Bruch
Max Christian Friedrich Bruch (6. ledna 1838 Kolín nad Rýnem – 20. října 1920 Friedenau) byl německý hudební skladatel a dirigent.

## Životopis
Hudební vzdělání mu poskytl v Kolíně nad Rýnem skladatel a klavírista Ferdinand Hiller. Bruch byl činný jako učitel hudby, skladatel a dirigent v mnoha německých městech: Mannheimu (1862–1864), Koblenzi (1865–1867), Sondershausenu (1867–1870), Berlíně a v Bonnu (1870–1878). V době vrcholu své slávy byl po tři sezóny dirigentem Liverpool Philharmonic Society (1880–1883). Od roku 1890 do konce své hudební činnosti v roce 1910 vyučoval kompozici na berlínské konzervatoři Preußische Akademie der Künste (Pruská akademie umění).

## Dílo
Jeho hudba pokračuje v německém stylu hudebního romantismu a vyznačuje se tradiční strukturou hudebních forem. Tím se Bruch řadí ke skladatelům romantického klasicistního období podobně jako např. Johannes Brahms, v kontrastu s představiteli „Nové hudby“ (Ferenc Liszt, Richard Wagner). Ve své době byl Bruch známý především jako autor sborové hudby.
Bruchovo dílo zahrnuje přes 200 opusů z nichž nejznámější jsou:
- houslový koncert č. 1 g moll
- Skotská fantazie pro housle a orchestr op. 46
- Kol Nidrei – variace pro violoncello a orchestr
- tři symfonie.